# Elena Korobkina
Elena Sergeevna Korobkina (in russo Елена Сергеевна Коробкина?; 25 novembre 1990) è una mezzofondista russa.

## Palmarès
| Anno | Manifestazione   | Sede     | Evento       | Risultato | Prestazione | Note |
| ---- | ---------------- | -------- | ------------ | --------- | ----------- | ---- |
| 2009 | Europei juniores | Novi Sad | 3000 m piani | Oro       | 9'13"35     |      |
| 2011 | Europei indoor   | Parigi   | 1500 m piani | Batteria  | 4'13"45     |      |
| 2011 | Europei under 23 | Ostrava  | 3000 m piani | 9ª        | 16'27"92    |      |
| 2013 | Europei indoor   | Göteborg | 3000 m piani | 4ª        | 9'00"59     |      |
| 2013 | Universiadi      | Kazan'   | 1500 m piani | Oro       | 4'08"13     |      |
| 2013 | Mondiali         | Mosca    | 1500 m piani | 11ª       | 4'10"18     |      |
| 2014 | Mondiali indoor  | Sopot    | 1500 m piani | Batteria  | 4'11"43     |      |
| 2014 | Europei          | Zurigo   | 5000 m piani | 4ª        | 15'32"89    |      |
| 2015 | Europei indoor   | Praga    | 3000 m piani | Oro       | 8'47"62     |      |
| 2015 | Mondiali         | Pechino  | 5000 m piani | Batteria  | dnf         |      |

## Altre competizioni internazionali
2015
- Campionati europei a squadre di atletica leggera ( Čeboksary)